# Dinastia julioclàudia
La dinastia julioclàudia és la línia dinàstica dels cinc primers emperadors romans: Cèsar August, Tiberi, Calígula, Claudi i Neró. Van governar l'Imperi Romà des del seu establiment en 27 aC fins al 68, quan l'últim de la nissaga, Neró, va suïcidar-se. Els cinc emperadors estaven emparentats a través de matrimonis i adopcions a les famílies (gens) Júlia i Clàudia.

## Relacions dinàstiques
El nom de la dinastia prové de dues patrician gentes de l'antiga Roma, els Julii i els Claudii. El fundador, Cèsar August, era de la gens Júlia a través de la seva adopció per part del seu besoncle, Juli Cèsar. August va adoptar el seu fillastre Tiberi, de la gens Clàudia, com a successor. Els tres últims emperadors (Calígula, Claudi i Neró) tenien tots ascendència en les dues famílies.
La nissaga dels cinc emperadors inclosos en la dinastia julio-clàudia estan tots emparentats amb Juli Cèsar per matrimoni o per adopció, i la seva legitimitat emanava de la seva relació amb el primer emperador, Cèsar August. Originalment August no era Julià, però va entrar a la família en ser adoptat per Juli Cèsar. Tiberi va néixer Claudi, però com August va entrar a la família Júlia en ser adoptat per ell. El tercer emperador, Calígula, tenia ascendència tant Júlia com Clàudia, i era besnet directe de sang d'August. El quart emperador, Claudi, era de la gens Clàudia però també descendia de la família Júlia a través de la seva àvia materna Octàvia (germana d'August), que al seu temps tenia per àvia materna la germana de Juli Cèsar. Neró també compartia ascendència Júlia i Clàudia, i era rebesnet directe de sang d'August.
La línia de sang d'August va sobreviure a la seva dinastia a través dels descendents de la seva primera néta, Júlia la Jove, que es va casar amb Luci Emili Paulus i va donar a llum Emília Lèpida. Després de casar-se amb Marc Juni Silà, Emilia va donar a llum diversos fills, entre els quals Júnia Calvina i Júnia Lèpida. Tot i que Calvina va morir sense fills, es va casar amb Luci Vitel·li el Jove, el germà gran del qual va ser l'emperador Vitel·li. La seva germana petita, Júnia Lèpida, es va casar amb Gai Cassi Longí i va tenir una filla anomenada Càssia Longina, que es va casar amb el general romà Gneu Domici Corbuló que li va proporcionar dues filles, entre les quals Domícia Longina, després esposa de l'emperador Domicià.
El llinatge d'August va perdurar fins a l'època de la dinastia Antonina, la casa que va succeir a la dinastia Flàvia. A més de Cassia Longina, Júnia Lèpida va donar a llum un fill anomenat Cassi Lèpid. Cap a l'any 80 dC, Lèpid va tenir una filla anomenada Cassia Lèpida, que es va casar amb Gai Juli Alexandre Berenicià. Júlia Càssia Alexandria, filla de Lèpida i Berenicià, es va casar amb Heliodor i finalment va donar a llum a Avidi Cassi, que va tenir tres fills amb la seva dona Volúsia Meciana eren Avidi Heliodor, Mecià i Avídia Alexandra. L'any 175 Cassi va ser proclamat emperador després de rebre notícies errònies de la mort de Marc Aureli, la supervivència del qual va convertir Cassi en un usurpador de l'imperi. La rebel·lió de Cassius va acabar tres mesos després de la seva candidatura al tron quan un dels seus centurions el va assassinar a favor de Marc Aureli.
|        |        |        |        |            |            |            |            |            |            |            |            |          |          |            |            |            |            |            |            |        |        |       |       |       |       |      |      |               |               |               |               |               |               |      |      |         |         |         |         |         |         |         |         |             |             |             |             |             |             |  |  |
|        |        |        |        |            |            |            |            |            |            |            |            |          |          |            |            |            |            |            |            |        |        |       |       |       |       |      |      |               |               |               |               |               |               |      |      |         |         |         |         |         |         |         |         |             |             |             |             |             |             |  |  |
|        |        |        |        |            |            | Juli Cèsar | Juli Cèsar | Juli Cèsar | Juli Cèsar | Juli Cèsar | Juli Cèsar |          |          |            |            |            |            | Júlia      | Júlia      | Júlia  | Júlia  | Júlia | Júlia |       |       | Marc | Marc | Marc          | Marc          | Marc          | Marc          |               |               |      |      |         |         |         |         |         |         |         |         |             |             |             |             |             |             |  |  |
|        |        |        |        |            |            | Juli Cèsar | Juli Cèsar | Juli Cèsar | Juli Cèsar | Juli Cèsar | Juli Cèsar |          |          |            |            |            |            | Júlia      | Júlia      | Júlia  | Júlia  | Júlia | Júlia |       |       | Marc | Marc | Marc          | Marc          | Marc          | Marc          |               |               |      |      |         |         |         |         |         |         |         |         |             |             |             |             |             |             |  |  |
|        |        |        |        |            |            |            |            |            |            |            |            |          |          |            |            |            |            |            |            |        |        |       |       |       |       |      |      |               |               |               |               |               |               |      |      |         |         |         |         |         |         |         |         |             |             |             |             |             |             |  |  |
|        |        |        |        |            |            |            |            |            |            |            |            |          |          | Gai Octavi | Gai Octavi | Gai Octavi | Gai Octavi | Gai Octavi | Gai Octavi |        |        | Àcia  | Àcia  | Àcia  | Àcia  | Àcia | Àcia |               |               |               |               |               |               |      |      |         |         |         |         |         |         |         |         |             |             |             |             |             |             |  |  |
|        |        |        |        |            |            |            |            |            |            |            |            |          |          | Gai Octavi | Gai Octavi | Gai Octavi | Gai Octavi | Gai Octavi | Gai Octavi |        |        | Àcia  | Àcia  | Àcia  | Àcia  | Àcia | Àcia |               |               |               |               |               |               |      |      |         |         |         |         |         |         |         |         |             |             |             |             |             |             |  |  |
|        |        |        |        |            |            |            |            |            |            |            |            |          |          |            |            |            |            |            |            |        |        |       |       |       |       |      |      |               |               |               |               |               |               |      |      |         |         |         |         |         |         |         |         |             |             |             |             |             |             |  |  |
|        |        |        |        |            |            |            |            |            |            |            |            |          |          |            |            |            |            |            |            |        |        |       |       |       |       |      |      |               |               |               |               |               |               |      |      |         |         |         |         |         |         |         |         |             |             |             |             |             |             |  |  |
|        |        |        |        | Escribònia | Escribònia | Escribònia | Escribònia | Escribònia | Escribònia |            |            | August   | August   | August     | August     | August     | August     |            |            | Lívia  | Lívia  | Lívia | Lívia | Lívia | Lívia |      |      | Claudi        | Claudi        | Claudi        | Claudi        | Claudi        | Claudi        |      |      | Octàvia | Octàvia | Octàvia | Octàvia | Octàvia | Octàvia |         |         | Marc Antoni | Marc Antoni | Marc Antoni | Marc Antoni | Marc Antoni | Marc Antoni |  |  |
|        |        |        |        | Escribònia | Escribònia | Escribònia | Escribònia | Escribònia | Escribònia |            |            | August   | August   | August     | August     | August     | August     |            |            | Lívia  | Lívia  | Lívia | Lívia | Lívia | Lívia |      |      | Claudi        | Claudi        | Claudi        | Claudi        | Claudi        | Claudi        |      |      | Octàvia | Octàvia | Octàvia | Octàvia | Octàvia | Octàvia |         |         | Marc Antoni | Marc Antoni | Marc Antoni | Marc Antoni | Marc Antoni | Marc Antoni |  |  |
|        |        |        |        |            |            |            |            |            |            |            |            |          |          |            |            |            |            |            |            |        |        |       |       |       |       |      |      |               |               |               |               |               |               |      |      |         |         |         |         |         |         |         |         |             |             |             |             |             |             |  |  |
|        |        |        |        |            |            |            |            |            |            |            |            |          |          |            |            |            |            |            |            |        |        |       |       |       |       |      |      |               |               |               |               |               |               |      |      |         |         |         |         |         |         |         |         |             |             |             |             |             |             |  |  |
| Agripa | Agripa | Agripa | Agripa | Agripa     | Agripa     |            |            | Júlia      | Júlia      | Júlia      | Júlia      | Júlia    | Júlia    |            |            | Tiberi     | Tiberi     | Tiberi     | Tiberi     | Tiberi | Tiberi |       |       |       |       |      |      |               |               |               |               | Drus          | Drus          | Drus | Drus | Drus    | Drus    |         |         | Antònia | Antònia | Antònia | Antònia | Antònia     | Antònia     |             |             |             |             |  |  |
| Agripa | Agripa | Agripa | Agripa | Agripa     | Agripa     |            |            | Júlia      | Júlia      | Júlia      | Júlia      | Júlia    | Júlia    |            |            | Tiberi     | Tiberi     | Tiberi     | Tiberi     | Tiberi | Tiberi |       |       |       |       |      |      |               |               |               |               | Drus          | Drus          | Drus | Drus | Drus    | Drus    |         |         | Antònia | Antònia | Antònia | Antònia | Antònia     | Antònia     |             |             |             |             |  |  |
|        |        |        |        |            |            |            |            |            |            |            |            |          |          |            |            |            |            |            |            |        |        |       |       |       |       |      |      |               |               |               |               |               |               |      |      |         |         |         |         |         |         |         |         |             |             |             |             |             |             |  |  |
|        |        |        |        |            |            |            |            |            |            |            |            |          |          |            |            |            |            |            |            |        |        |       |       |       |       |      |      |               |               |               |               |               |               |      |      |         |         |         |         |         |         |         |         |             |             |             |             |             |             |  |  |
|        |        |        |        | Agripina   | Agripina   | Agripina   | Agripina   | Agripina   | Agripina   |            |            | Germànic | Germànic | Germànic   | Germànic   | Germànic   | Germànic   |            |            |        |        |       |       |       |       |      |      |               |               |               |               |               |               |      |      |         |         | Claudi  | Claudi  | Claudi  | Claudi  | Claudi  | Claudi  |             |             |             |             |             |             |  |  |
|        |        |        |        | Agripina   | Agripina   | Agripina   | Agripina   | Agripina   | Agripina   |            |            | Germànic | Germànic | Germànic   | Germànic   | Germànic   | Germànic   |            |            |        |        |       |       |       |       |      |      |               |               |               |               |               |               |      |      |         |         | Claudi  | Claudi  | Claudi  | Claudi  | Claudi  | Claudi  |             |             |             |             |             |             |  |  |
|        |        |        |        |            |            |            |            |            |            |            |            |          |          |            |            |            |            |            |            |        |        |       |       |       |       |      |      |               |               |               |               |               |               |      |      |         |         |         |         |         |         |         |         |             |             |             |             |             |             |  |  |
|        |        |        |        |            |            |            |            |            |            |            |            |          |          |            |            |            |            |            |            |        |        |       |       |       |       |      |      |               |               |               |               |               |               |      |      |         |         |         |         |         |         |         |         |             |             |             |             |             |             |  |  |
|        |        |        |        | Calígula   | Calígula   | Calígula   | Calígula   | Calígula   | Calígula   |            |            | Agripina | Agripina | Agripina   | Agripina   | Agripina   | Agripina   |            |            |        |        |       |       |       |       |      |      | = 2es núpcies | = 2es núpcies | = 2es núpcies | = 2es núpcies | = 2es núpcies | = 2es núpcies |      |      |         |         |         |         |         |         |         |         |             |             |             |             |             |             |  |  |
|        |        |        |        | Calígula   | Calígula   | Calígula   | Calígula   | Calígula   | Calígula   |            |            | Agripina | Agripina | Agripina   | Agripina   | Agripina   | Agripina   |            |            |        |        |       |       |       |       |      |      | = 2es núpcies | = 2es núpcies | = 2es núpcies | = 2es núpcies | = 2es núpcies | = 2es núpcies |      |      |         |         |         |         |         |         |         |         |             |             |             |             |             |             |  |  |
|        |        |        |        |            |            |            |            |            |            |            |            |          |          |            |            |            |            |            |            |        |        |       |       |       |       |      |      |               |               |               |               |               |               |      |      |         |         |         |         |         |         |         |         |             |             |             |             |             |             |  |  |
|        |        |        |        |            |            |            |            |            |            |            |            | Neró     |          |            |            |            |            |            |            |        |        |       |       |       |       |      |      |               |               |               |               |               |               |      |      |         |         |         |         |         |         |         |         |             |             |             |             |             |             |  |  |

## Emperadors de la dinastia
1. August (27 aC-14 dC)
2. Tiberi (14-37)
3. Calígula (37-41)
4. Claudi (41-54)
5. Neró (54-68)